# Yeruchom Levovitz
Yeruchom Levovitz (en hébreu: ירוחם ליבוביץ ; né en 1873 à Liouban en Biélorussie et mort en 1936 à Mir en Biélorussie) est un rabbin connu comme guide spirituel (Mashgia'h Rou'hani) de la Yechiva de Mir, à Mir, en Biélorussie, connu comme un des célèbres propagateurs du Mouvement du Moussar. Son œuvre fait partie intégrante du Judaïsme orthodoxe.

## Biographie
Yeruchom Levovitz est né en 1873 (5633, dans le calendrier juif) à Liouban, près de Sloutsk,  en Russie blanche aujourd'hui Biélorussie. Il est le fils de Avrohom Levovitz et de Chassia Levovitz. Il a un frère, le rabbin Chaim Yosef Levovitz.
Son père, Avrohom Levovitz, enseigne au Heder. Yeruchom Levovitz étudie d'abord à Fahust, près de Minsk à la Yechiva de Bobroisk (Babrouïsk) en Biélorussie.

## Disciples
- Shlomo Wolbe
- Chaim Leib Shmuelevitz
- Aryeh Leib Malin
- Dovid Povarsky
- Abba Berman
- Zelig Epstein
- Shimon Schwab